# Varconcello di Mongrassano
Varconcello di Mongrassano este o arie protejată (arie specială de conservare — SAC, sit de importanță comunitară — SCI) din Italia întinsă pe o suprafață de 52 ha, integral pe uscat.

## Localizare
Centrul sitului Varconcello di Mongrassano este situat la coordonatele 39°31′56″N 16°04′25″E / 39.532222°N 16.073611°E.

## Înființare
Situl Varconcello di Mongrassano a fost declarat sit de importanță comunitară în septembrie 1995 pentru a proteja 15 specii de animale. Situl a fost protejat și ca arie specială de conservare în iunie 2017.

## Biodiversitate
Situată în ecoregiunea mediteraneană, aria protejată conține 4 habitate naturale: Păduri aluvionare cu Alnus glutinosa și Fraxinus excelsior (Alno-Padion, Alnion incanae, Salicion albae), Păduri pe pante, grohotișuri și ravene de Tilio-Acerion, Păduri panonice-balcanice de stejar turcesc - stejar sesil, Păduri de fag din Apenini cu Taxus și Ilex.
La baza desemnării sitului se află mai multe specii protejate de  păsări (15): pițigoi codat (Aegithalos caudatus), șorecarul comun (Buteo buteo), Certhia brachydactyla, florinte (Chloris chloris), porumbel gulerat (Columba palumbus), pițigoi albastru (Cyanistes caeruleus), măcăleandru (Erithacus rubecula), cinteză (Fringilla coelebs), grangur (Oriolus oriolus), pițigoi mare (Parus major), pitulice de munte (Phylloscopus collybita), țiclete (Sitta europaea), huhurez mic (Strix aluco), silvie cu cap negru (Sylvia atricapilla), mierlă (Turdus merula)
Pe lângă speciile protejate, pe teritoriul sitului au mai fost identificate 3 specii de plante.